# Dar testimonio (película de 2023)
Testigos de la masacre del 7 de octubre, es una recopilación de imágenes sin editar que documentan el ataque de Hamás a Israel el 7 de octubre de 2023, producida por la Unidad del Portavoz de las FDI. La película gráfica, que comprende imágenes capturadas principalmente con cámaras corporales usadas por militantes de Hamás y contiene escenas de extrema violencia grabadas durante y después del ataque, que ha sido calificado de «atentado terrorista» por al menos 44 Estados. Las Fuerzas de Defensa de Israel (FDI) y funcionarios del gobierno israelí han realizado proyecciones privadas de la película para grupos selectos, incluidos periodistas, diplomáticos y ejecutivos de Hollywood, con el objetivo de obtener apoyo para la guerra de Israel contra Hamás. 
La película ha generado controversia, y algunos criticaron los planes de emitir el metraje al público en general por temor a que fuera psicológicamente dañino.

## Antecedentes
Una serie de ataques sorpresa coordinados, llevados a cabo por el grupo militante islamista palestino Hamás, desde la Franja de Gaza hacia zonas fronterizas con Israel, comenzaron el sábado 7 de octubre de 2023, iniciando la Guerra Israel-Gaza de 2023. Hamás y otros grupos armados palestinos denominaron los ataques "Operación Inundación de Al-Aqsa". mientras que en Israel se les conoce como "Sábado Negro" (hebreo: השבת השחורה) y la "Masacre de Simjat Torá" (hebreo: הטבח בשמחת תורה).
Los ataques comenzaron temprano en la mañana con una andanada de al menos 3.000 cohetes lanzados contra Israel e incursiones en su territorio en parapentes motorizados y transportados por vehículos. Militantes palestinos violaron la barrera entre Gaza e Israel, atacando a civiles para matarlos en las comunidades israelíes vecinas y atacar bases militares. En un solo día, más de 1.000 civiles israelíes y más de 350 soldados y policías israelíes fueron asesinados en ciudades cercanas, Kibutz, bases militares y en un festival de música cerca de Re'im. Alrededor de 200 civiles y soldados israelíes fueron tomados como rehenes en la Franja de Gaza, de los cuales el número de niños secuestrados es de unos 30.
Al menos 44 naciones, en su mayoría occidentales, denunciaron el ataque como terrorismo. El día fue descrito por medios de comunicación y políticos como el más sangriento en la historia del Estado de Israel y el más mortífero para los judíos desde el Holocausto.

## Contenidos

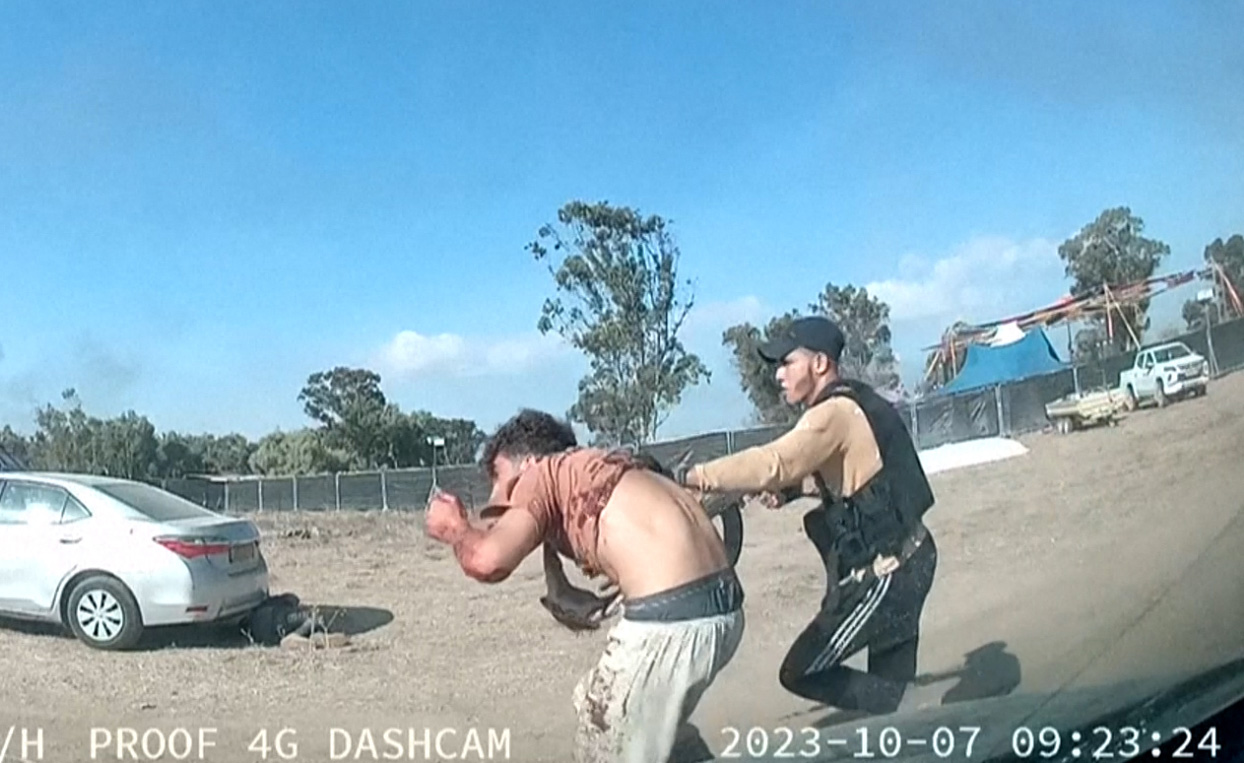
Un atacante de Hamas lllevando a un hombre durante la masacre del festival de música de Re'im que dejó al menos 360 muertos y otros tomados como rehenes.

## Proyecciones

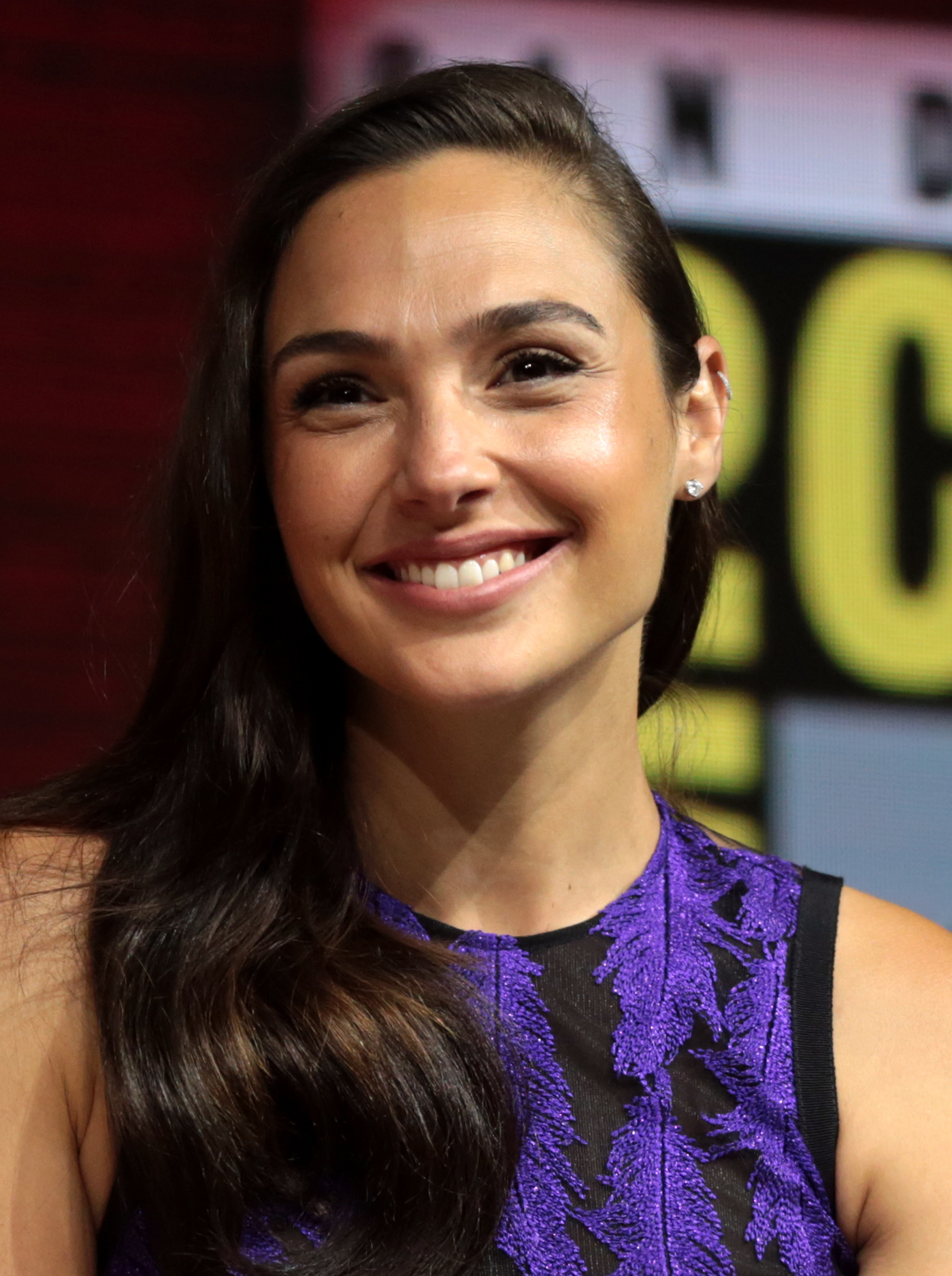
La actriz israelí Gal Gadot ha coordinado la proyección del material explícito, que tendrá lugar en Los Ángeles y Nueva York.

La película fue producida por la Unidad del Portavoz de las FDI a partir de imágenes recuperadas en gran parte de las cámaras corporales de los militantes de Hamás que llevaron a cabo los ataques del 7 de octubre.
Los funcionarios israelíes han realizado proyecciones privadas de las imágenes gráficas para audiencias selectas, exigiendo acuerdos de confidencialidad y prohibiendo dispositivos de grabación. Se han realizado proyecciones para miembros del Knesset israelí, así como para periodistas y diplomáticos extranjeros en Israel y en los consulados israelíes en todo el mundo.
El cineasta israelí-estadounidense Guy Nattiv y la actriz israelí Gal Gadot también han organizado una proyección para figuras de Hollywood como ejecutivos, directores y productores, que tendrá lugar en Los Ángeles y Nueva York.
Ha habido un debate sobre los planes de lanzar la película al público. Según se informa, el primer ministro Benjamín Netanyahu quería hacerlo, mientras que los profesionales de la salud mental advirtieron que sería psicológicamente perjudicial.

## Recepción
Después de que la película fuera proyectada a los miembros de la Knesset en Israel, el contenido perturbó profundamente a algunos asistentes, necesitando apoyo médico y psicológico.

## Controversia
La película ha provocado un debate sobre la ética y la sabiduría de publicar públicamente el material gráfico. Sus defensores argumentan que las brutales imágenes conseguirían respaldo internacional para la causa de Israel al ofrecer pruebas incontrovertibles de las atrocidades de Hamás. Sostienen que es vital que el mundo sea testigo de primera mano de estos horribles crímenes.
Sin embargo, los opositores expresaron su preocupación por la posibilidad de traumatizar aún más a una población que aún se recupera de los ataques, agravando su pena y dolor. Señalaron que transmitir imágenes gráficas de las víctimas sólo profundizaría la angustia de las familias. Los expertos en salud mental advirtieron enérgicamente contra volver a exponer a un público conmocionado a eventos traumáticos, explicando que, aunque impactante inicialmente, el impacto de la película se desvanecería rápidamente a medida que avanza el ciclo de noticias.
A partir del 8 de noviembre de 2023, las autoridades israelíes han adoptado una actitud cautelosa y han limitado las proyecciones a figuras influyentes. El debate continúa en torno a si lanzar públicamente la película haría más daño que bien.
La proyección también ha sido criticada por algunos usuarios de las redes sociales, con llamados a boicotear a Gadot y a cualquier celebridad que asista a la proyección. Algunos usuarios expresaron enojo y decepción y calificaron el evento de "propaganda israelí".
En Los Ángeles las protestas realizadas por comunidades israelíes y palestinas bajo protección de la policía.
La Voz Judía por la Paz calificó la proyección como "un evento de propaganda" que aviva "las llamas de la guerra y el genocidio".